# Chính phủ Cách mạng lâm thời Việt Nam Dân chủ Cộng hòa
Chính phủ Cách mạng lâm thời Việt Nam Dân chủ Cộng hòa được thành lập vào ngày 28 tháng 8 năm 1945 sau cuộc Cách mạng tháng Tám (danh sách đăng trên các báo ngày 29 tháng 8), ra mắt quốc dân ngày 2 tháng 9, ngày tuyên bố độc lập của nước Việt Nam Dân chủ Cộng hòa và họp phiên chính thức đầu tiên vào ngày hôm sau, tức ngày 3 tháng 9 năm 1945.
Chính phủ này do Việt Minh lập ra trên cơ sở cải tổ Ủy ban Dân tộc Giải phóng Việt Nam được Đại hội Quốc dân trong hai ngày 16 và 17 tháng 8 năm 1945 tại Tân Trào bầu ra.
Tại phiên họp ngày 27 tháng 9 năm 1945, Hội đồng Chính phủ Cách mạng lâm thời Việt Nam Dân chủ Cộng hòa đã bàn bạc và nhất trí cải cách chính phủ để mời các thành phần khác mà không phải là Việt Minh vào chính phủ liên hiệp. Sau khi có sự thương lượng giữa Việt Minh với Việt Nam Quốc dân Đảng (Việt Quốc) và Việt Nam Cách mệnh Đồng minh Hội (Việt Cách), Chính phủ Cách mạng lâm thời chỉ tồn tại đến hết năm 1945 và được thay thế bởi Chính phủ Liên hiệp Lâm thời từ ngày 1 tháng 1 năm 1946.

## Thành lập
Sau khi Đế quốc Nhật Bản đầu hàng Khối Đồng minh, mặt trận Việt Minh thu hút nhiều đảng phái nhanh chóng giành chính quyền từ tay chính phủ Trần Trọng Kim của Đế quốc Việt Nam và lực lượng quân đội Đế quốc Nhật Bản. Tại một số khu vực, khi mặt trận Việt Minh cướp chính quyền thì xảy ra xung đột với các nhóm vũ trang của Đại Việt, Việt Nam Quốc dân Đảng do các bên đều cùng theo đuổi mục tiêu buộc Đế quốc Việt Nam bàn giao chính quyền cho họ.
Tổ chức chính quyền đầu tiên là Chính phủ Cách mạng Lâm thời, thành lập ngày 28 tháng 8 năm 1945 trên cơ sở Ủy ban Dân tộc Giải phóng Việt Nam trong Cách mạng tháng Tám. Cựu hoàng Bảo Đại và Giám mục Tađêô Lê Hữu Từ được mời làm Cố vấn tối cao Chính phủ Việt Nam Dân chủ Cộng hòa.

## Thành viên
Đảng phái:
     Đảng Cộng sản Đông Dương
     Đảng Dân chủ Việt Nam
     Việt Nam Cách mệnh Đồng minh Hội
     Không đảng phái
Ghi chú:
- Tại thời điểm Chính phủ Cách mạng lâm thời Việt Nam Dân chủ Cộng hòa được thành lập (tức ngày 28 tháng 8 năm 1945), hai chức danh là Phó Chủ tịch Chính phủ lâm thời và Cố vấn Chính phủ vẫn chưa được sắp xếp trong Chính phủ. Nhiệm kỳ của những người giữ chức danh cũng như thời gian bắt đầu hoạt động của hai cơ quan này được tính kể từ ngày ký quyết định.

- Trong bản tuyên bố thành lập Chính phủ Cách mạng lâm thời Việt Nam Dân chủ Cộng hòa, Hồ Chí Minh kiêm nhiệm hai chức danh là Chủ tịch Chính phủ lâm thời và Bộ trưởng Bộ Ngoại giao.

| Chức danh                            | Cá nhân               | Cá nhân | Xuất thân (đảng phái)            | Ghi chú |
| ------------------------------------ | --------------------- | ------- | -------------------------------- | --- |
| Chủ tịch Chính phủ lâm thời          | Hồ Chí Minh           |         | Đảng Cộng sản Đông Dương         | Kiêm chức Bộ trưởng Bộ Ngoại giao |
| Phó Chủ tịch Chính phủ lâm thời      | Nguyễn Hải Thần       |         | Việt Nam Cách mệnh Đồng minh Hội | Ngày 27 tháng 9 năm 1945, Hội đồng Chính phủ đã bàn bạc và nhất trí để Nguyễn Hải Thần giữ chức Phó Chủ tịch Chính phủ.                                           |
| Cố vấn Chính phủ                     | Nguyễn Phúc Vĩnh Thụy |         | Triều Nguyễn, Không đảng phái    | Theo Sắc lệnh số 23-SL, do Chủ tịch Hồ Chí Minh ký ngày 10/09/1945, cựu hoàng Nguyễn Phúc Vĩnh Thụy được cử làm Cố vấn tối cao Chính phủ.                         |
| Cố vấn Chính phủ                     | Tađêô Lê Hữu Từ       |         | Giám mục, Không đảng phái        | Trong chuyến thăm khoản từ ngày 20 đến 25 tháng 1 năm 1946, Hồ Chí Minh đề nghị giám mục Lê Hữu Từ đảm nhận chức Cố vấn Tối cao cho chính phủ và ông đã nhận lời. |
| Bộ trưởng Bộ Ngoại giao              | Hồ Chí Minh           |         | Đảng Cộng sản Đông Dương         | Kiêm chức Chủ tịch Chính phủ lâm thời |
| Bộ trưởng Bộ Quốc phòng              | Chu Văn Tấn           |         | Đảng Cộng sản Đông Dương         | |
| Bộ trưởng Bộ Nội vụ                  | Võ Nguyên Giáp        |         | Đảng Cộng sản Đông Dương         | Kiêm chức Thứ trưởng Bộ Quốc phòng (Việt Nam) |
| Bộ trưởng Bộ Thông tin, Tuyên truyền | Trần Huy Liệu         |         | Đảng Cộng sản Đông Dương         | |
| Bộ trưởng Bộ Thanh niên              | Dương Đức Hiền        |         | Đảng Dân chủ Việt Nam            | Chủ tịch Đảng Dân chủ Việt Nam |
| Bộ trưởng Bộ Kinh tế Quốc gia        | Nguyễn Mạnh Hà        |         | Không đảng phái                  | |
| Bộ trưởng Bộ Quốc gia Giáo dục       | Vũ Đình Hòe           |         | Đảng Dân chủ Việt Nam            | |
| Bộ trưởng Bộ Tư pháp                 | Vũ Trọng Khánh        |         | Đảng Dân chủ Việt Nam            | |
| Bộ trưởng Bộ Y tế                    | Phạm Ngọc Thạch       |         | Đảng Cộng sản Đông Dương         | |
| Bộ trưởng Bộ Giao thông Công chính   | Đào Trọng Kim         |         | Không đảng phái                  | |
| Bộ trưởng Bộ Lao động                | Lê Văn Hiến           |         | Đảng Cộng sản Đông Dương         | |
| Bộ trưởng Bộ Tài chính               | Phạm Văn Đồng         |         | Đảng Cộng sản Đông Dương         | |
| Bộ trưởng Bộ Cứu tế Xã hội           | Nguyễn Văn Tố         |         | Không đảng phái                  | |
| Bộ trưởng không Bộ                   | Cù Huy Cận            |         | Đảng Dân chủ Việt Nam            | |
| Bộ trưởng không Bộ                   | Nguyễn Văn Xuân       |         | Không đảng phái                  | |

## Hoạt động

### Bảo vệ thành quả Cách mạng Tháng Tám 1945
Ngay sau khi thành lập, Chính phủ Cách mạng Lâm thời ban hành các sắc lệnh giải tán một số đảng phái, với lý do các đảng này "tư thông với ngoại quốc", làm "phương hại đến nền độc lập Việt Nam" (như Việt Nam Quốc xã, Đại Việt Quốc dân đảng...) nhằm kịp thời trừng trị "bọn phản cách mạng", "bảo vệ" chính quyền non trẻ đồng thời "giáo dục ý thức về tinh thần cảnh giác" cho nhân dân. Cùng với đó là giải tán các nghiệp đoàn để kiểm soát nền kinh tế, thống nhất các tổ chức thanh niên (vào Đoàn Thanh niên Cứu quốc Việt Nam). Đồng thời Chính phủ đã ban hành Sắc lệnh thành lập Ủy ban Cách mạng lâm thời các cấp.
Trong cuộc họp đầu tiên của Chính phủ Cách mạng Lâm thời (3/9/1945), toàn bộ các thành viên trong chính phủ đã thống nhất các phương pháp Chủ tịch chính phủ Hồ Chí Minh đã đề xuất, tổ chức chỉ đạo Ủy ban Cách mạng lâm thời các cấp tập trung giải quyết các vấn đề cấp bách của đất nước, bao gồm:
1. Phát động tăng gia sản xuất, mở các cuộc lạc quyên để chống nạn đói.
2. Mở phong trào chống nạn mù chữ.
3. Tổ chức càng sớm càng tốt cuộc tổng tuyển cử với chế độ phổ thông đầu phiếu, thực hiện các quyền tự do dân chủ cho nhân dân.
4. Mở phong trào giáo dục cần, kiệm, liêm, chính, bài trừ các tệ nạn do chế độ thực dân để lại.
5. Xóa bỏ các thứ thuế vô lý, trước mắt là thuế thân, thuế chợ, thuế đò; tuyệt đối cấm hút thuộc phiện.
6. Tuyên bố tự do tín ngưỡng và lương giáo đoàn kết.

Theo Quyết nghị của Chính phủ, ngày 4/9/1945, Bộ trưởng Bộ Nội vụ Võ Nguyên Giáp thay mặt Chủ tịch Chính phủ lâm thời nước Việt Nam Dân chủ Cộng hoà, ký ban hành Sắc lệnh số 4 lập "Quỹ độc lập" với mục đích "để thu nhận các món tiền và đồ vật của nhân dân sẵn lòng quyên giúp Chính phủ để ủng hộ nền độc lập của Quốc gia". Tiếp sau đó, cũng trong khuôn khổ Quỹ độc lập, Chính phủ đã đề ra biện pháp tổ chức "Tuần lễ Vàng" từ ngày 17 đến ngày 24/9/1945. Chủ tịch Hồ Chí Minh đã gửi thư cho đồng bào toàn quốc nhân dịp "Tuần lễ Vàng", nêu rõ mục đích của việc lập quỹ là "thu góp số vàng trong nhân dân và nhất là của các nhà giàu có để dùng vào việc cần cấp và quan trọng nhất của chúng ta lúc này là việc quốc phòng". Chính phủ đã huy động được tổng cộng 20 triệu đồng và 370 kg vàng. Ngân quỹ quốc gia đã có hàng trăm triệu đồng. Riêng tại Hà Nội, trong "Tuần lễ vàng" nhân dân đã góp được 2.201 lạng vàng, 920 tạ thóc cùng tiền bạc và các hiện vật khác, tổng trị giá lên 7 triệu đồng Đông Dương. Số tiền này được dùng để mua vũ khí của quân đội Nhật bị quân đội Trung hoa Dân quốc tịch thu và để hối lộ cho các tướng lĩnh Trung Hoa đang đóng quân tại miền Bắc Việt Nam.
Cùng các hình thức tổ chức "Quỹ độc lập", tuần lễ vàng chính quyền cách mạng còn tổ chức nhiều hình thức khuyến khích để nhân dân có điều kiện tham gia đóng góp cho tài chính đất nước với hình thức tự nguyện như lập "Quỹ kháng chiến", "Quỹ bình dân học vụ", "Quỹ giải phóng quân" và "Ngày Nam Bộ"... Sự đóng góp, ủng hộ nhiệt tình của nhân dân đã góp phần giải quyết khó khăn về tài chính của nhà nước Việt Nam Dân chủ Cộng hòa.

### Diệt giặc đói
Ngay sau khi tuyên bố độc lập, Chính phủ Cách mạng lâm thời Việt Nam Dân chủ Cộng hòa tổ chức lễ phát động phong trào cứu đói tại Nhà hát lớn Hà Nội. Chính phủ còn phái một ủy ban vào Nam bộ tổ chức vận chuyển gạo ra Bắc. Chính phủ cũng kêu gọi các hội buôn và người dân tham gia vận chuyển lương thực từ Nam ra Bắc. Việc vận chuyển gạo từ Nam ra Bắc chỉ thực hiện được trong tháng 9 năm 1945 với số lượng không quá 30.000 tấn do chiến tranh bùng nổ khi Pháp đưa quân đội vào Nam Kỳ. Trong thư gửi đồng bào cả nước đăng trên Báo Cứu Quốc ngày 28-9-1945, Chủ tịch Hồ Chí Minh viết: "Lúc chúng ta nâng bát cơm mà ăn, nghĩ đến kẻ đói khổ, chúng ta không khỏi động lòng. Vậy tôi xin đề nghị với đồng bào cả nước, và tôi xin thực hiện trước: Cứ 10 ngày nhịn ăn một bữa, mỗi tháng nhịn ba bữa. Đem gạo đó (mỗi bữa một bơ) để cứu dân nghèo". Chính phủ cũng chi ngân sách sửa chữa các quãng đê bị vỡ, củng cố hệ thống đê điều, đắp thêm một số đê mới. Cho đến đầu năm 1946, hệ thống đê tại miền Bắc đã sửa xong.
Để giải quyết tận gốc nạn đói, Chính phủ Cách mạng lâm thời Việt Nam Dân chủ Cộng hòa kêu gọi nhân dân tăng gia sản xuất. Chính phủ còn vận động tư nhân cho mượn các vườn trống quanh nhà để tăng gia sản xuất. Mỗi địa phương lập ra một tiểu ban để huy động nhân lực và tổ chức sản xuất, lương thực làm ra được dùng để cứu tế. Cuối năm 1945 đầu 1946 không còn kịp thời vụ để trồng lúa nữa, nên chính phủ phát động dành phần lớn đất đai để tranh thủ trồng liên tiếp hai vụ màu (khoai lang, đậu, bắp...) bù cho phần lúa thiếu hụt. Kết quả sản lượng màu đã tăng gấp 4 lần so với thời kỳ trước năm 1945. Chỉ trong 5 tháng từ tháng 11/1945 đến tháng 5/1946 đã đạt 614.000 tấn, tương đương 506.000 tấn lúa, đủ đắp được số thiếu hụt của vụ mùa năm 1945.
Trong năm 1946, nạn đói cơ bản đã được giải quyết. Ngày 2/9/1946, Bộ trưởng Bộ Nội vụ Võ Nguyên Giáp tuyên bố: "Cuộc cách mạng đã chiến thắng được nạn đói, thật là một kỳ công của chế độ dân chủ". Giáo sư kinh tế Đặng Phong đánh giá việc giải quyết được nạn đói là lý do giải thích tại sao tuyệt đại đa số dân chúng đã tin và đi theo Việt Minh.

### Diệt giặc dốt
Một thành tựu khác của chính quyền Việt Nam Dân chủ Cộng hòa non trẻ là xóa mù chữ. Năm 1945, có 95% dân số Việt Nam mù chữ. Trước thực trạng đó, để xóa mù chữ, từ ngày 8 tháng 9 năm 1945 Chủ tịch Hồ Chí Minh ra các sắc lệnh: Sắc lệnh số 17 đặt ra một bình dân học vụ trong toàn cõi Việt Nam, Sắc lệnh số 19 lập cho nông dân và thợ thuyền những lớp học bình dân buổi tối, Sắc lệnh số 20 định rằng việc học chữ quốc ngữ từ nay bắt buộc và không mất tiền. Để phục vụ chiến dịch xoá mù chữ, Nha Bình dân học vụ được thành lập ngày 18 tháng 9 năm 1945. Ngày 4 tháng 10 năm 1945, Chủ tịch Hồ Chí Minh ra lời kêu gọi Chống nạn thất học gửi tới toàn dân: "...Muốn giữ vững nền độc lập, muốn làm cho dân mạnh nước giàu, mọi người Việt Nam phải hiểu biết quyền lợi của mình, bổn phận của mình, phải có kiến thức, mới có thể tham gia vào công cuộc xây dựng nước nhà và trước hết phải biết đọc, biết viết chữ quốc ngữ. Những người đã biết chữ hãy dạy cho những người chưa biết chữ, hãy góp sức vào bình dân học vụ…Những người chưa biết chữ hãy gắng sức mà học cho biết đi." Các lớp học Bình dân học vụ được mở khắp nơi ở cả ba miền thu hút sự tham gia của mọi lứa tuổi, mọi tầng lớp nhân dân. Người biết chữ dạy cho người không biết chữ. Đến tháng 9 năm 1946, phong trào Bình dân học vụ đã tổ chức được 75.000 lớp học với trên 95.000 giáo viên, trên 2.500.000 người được phong trào dạy biết đọc, biết viết.